# Maruca vitrata
Espèce
Maruca vitrata est une espèce d'insectes lépidoptères (papillons) de la famille des crambidés.
C'est une peste pour les légumes secs des régions chaudes, comme le soja, le haricot mungo, la cornille, Vigna unguiculata aux nombreuses sous-espèces cultivées, le pois d'Angole. Il peut causer des pertes de 20 à 80 % sur les récoltes.

## Synonymes
- Botys bifenestralis Mabille, 1880
- Crochiphora testulalis Geyer, 1832
- Hydrocampe aquitilis Guérin-Méneville, [1832]
- Maruca testulalis (Geyer, 1832)
- Phalaena vitrata Fabricius, 1787